# Buzkaschi

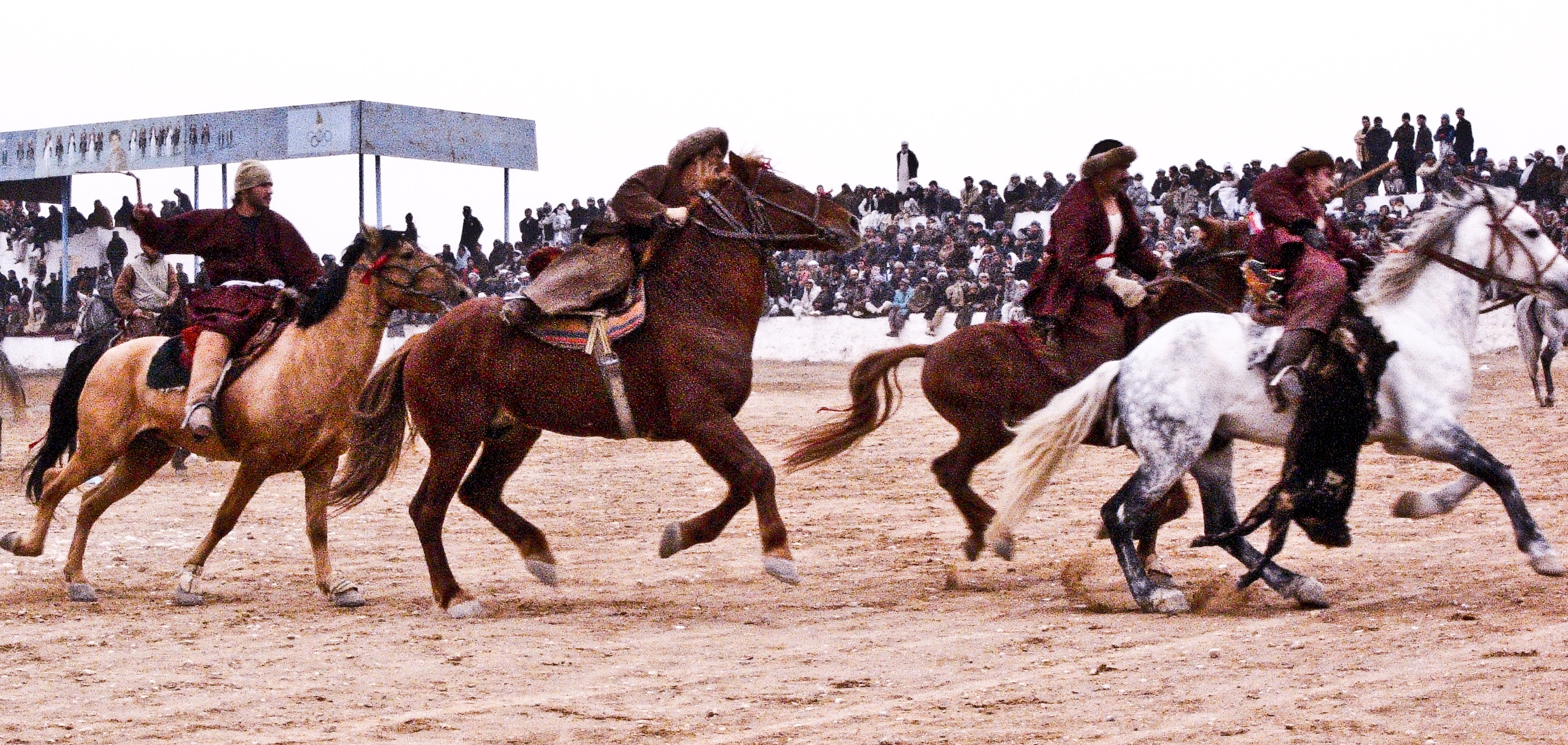
Buzkaschi in Masar-e Scharif, Afghanistan

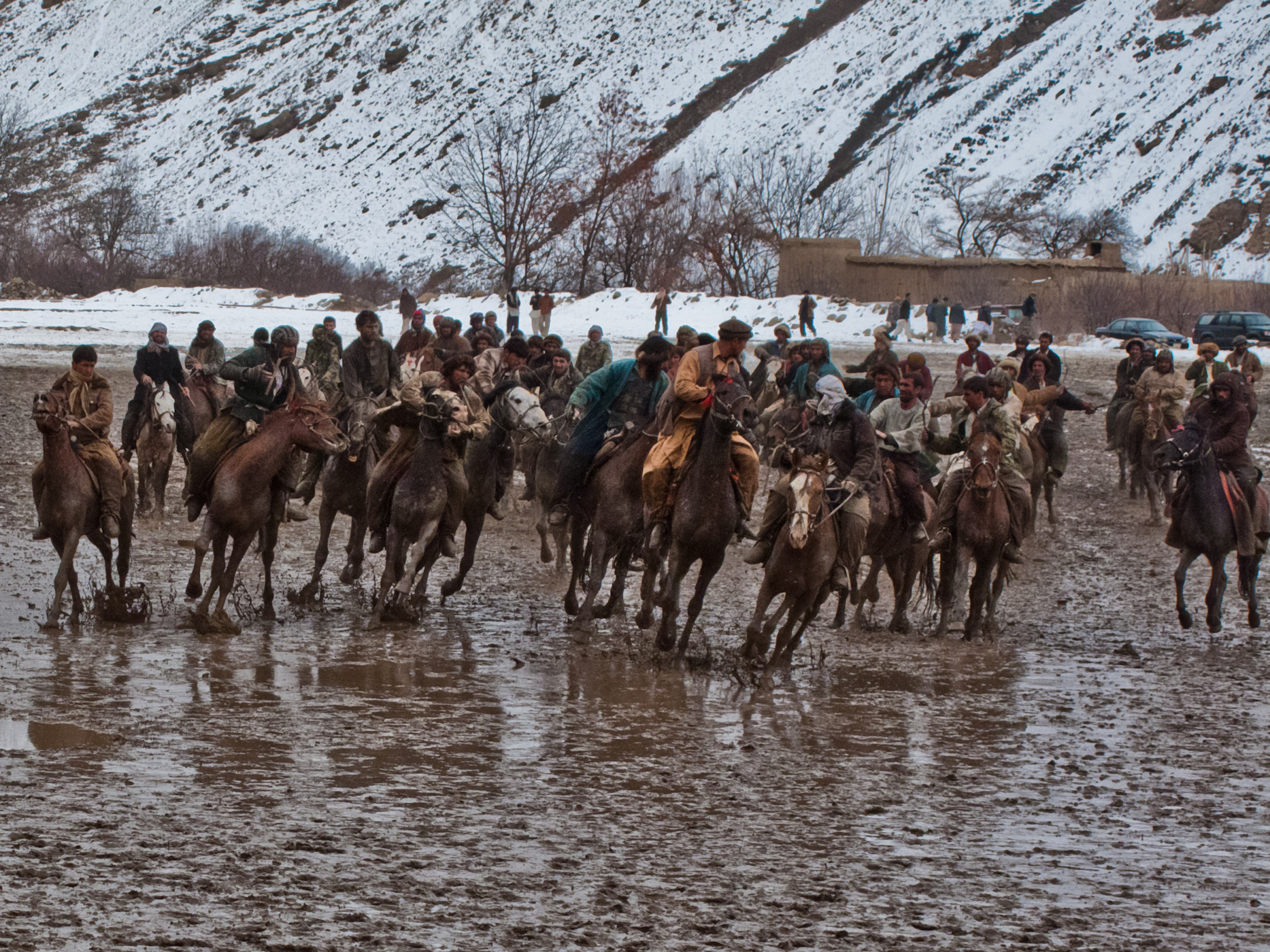
Buzkaschi in Afghanistan

Buzkaschi (persisch بزکشی, DMG buzkašī, von buz, „Ziege“ und kaschi, „herausnehmen“, also „Ziege greifen“) ist ein traditionelles Reiterspiel in Afghanistan und anderen persisch- und turksprachigen Teilen Zentralasiens. In Kirgisistan ist es ein Nationalsport und wird, wie auch in Kasachstan, Tadschikistan und Usbekistan, Kok-boru oder Ulak Tartisch genannt.

## Geschichte
Buzkashī entstand unter den nomadischen Turkvölkern (Usbeken, Turkmenen, Kasachen und Kirgisen), die sich zwischen dem 10. und 15. Jahrhundert von China und der Mongolei nach Westen ausbreiteten. Bei diesen Völkern ist das Spiel verbreitet, vor allem aber auch in Afghanistan.

## Spiel
Das Spiel wird je nach Region von 20 und mehr Spielern gespielt, wobei bereits Spiele mit mehr als 1000 Teilnehmern stattgefunden haben. Zu Beginn des Spiels wird eine tote Ziege, manchmal auch ein totes Kalb, auf dem Spielfeld abgelegt. Von der Ziege sind Hufe und Kopf entfernt, manchmal ist sie auch ausgenommen. Ein solcher Kadaver wiegt zwischen 20 und 50 kg, wobei ein ausgenommener Kadaver leichter ist. Das Spielfeld ist normalerweise einfach ein großes Stück freier Steppe. Die Ziege muss im Galopp aufgenommen und vor dem Preisrichter abgelegt werden. Gespielt wird jeder gegen jeden, was das Spiel sehr unberechenbar macht. Es ist alles erlaubt, um an die Ziege zu kommen. 
Wem es gelungen ist, die Ziege an sich zu bringen, der ist im nächsten Moment auch mit ziemlicher Sicherheit Mittelpunkt eines dichten Reiterpulks, der in vollem Galopp über die Steppe fegt und dessen einziges Ziel es ist, den momentanen Inhaber der Ziege davon abzuhalten, zum Preisrichter zu gelangen. Das Spiel kann durch die mitunter sehr große Zahl an Reitern sehr lange – bis zu einigen Tagen – dauern. Da das Spiel sehr hart ausgetragen wird und selbst der Gebrauch der Reitpeitsche gestattet ist, tragen die Spieler normalerweise dicke Schutzkleidung und einen Kopfschutz. Vorgeschrieben ist ein solcher Schutz nicht.
Der Gewinn eines Buzkaschi ist mit hohem sozialen Prestige verbunden und kann auch einen hohen Preis – oftmals ein wertvolles Pferd – bedeuten.
Der uigurische Diaoyu-Wettkampf im Kreis Maralbexi (chin. Bachu) des Regierungsbezirks Kaschgar im Uigurischen Autonomen Gebiet Xinjiang der Volksrepublik China steht auf der Liste des Immateriellen Kulturerbes der Volksrepublik China (2. Liste, 816, VI-44).

## Afghanistan
Buzkashi ist ein Nationalsport in Afghanistan, wo es oft freitags gespielt wird und die Spiele Tausende von Fans anziehen.
Während der ersten Herrschaft der Taliban-Regierung in Afghanistan wurde Buzkashi verboten, da sie das Spiel als unmoralisch betrachteten. Nach dem Sturz der afghanischen Taliban im Jahr 2001 wurde der Sport wieder aufgenommen und als die Taliban 2021 wieder an die Macht kamen, erlaubten sie Buzkaschi weiterhin.

## Kirgisistan
Auf Antrag Kirgisistans hat die UNESCO 2017 das Reiterspiel in die Liste des immateriellen Kulturerbes der Welt aufgenommen.
In der Populärkultur erschien der Wettkampf 1988 in dem Actionfilm Rambo III.